# Ridovics László
Ridovics László (Szombathely, 1925. szeptember 1. – 2018. október 7.) Munkácsy-díjas magyar festőművész, egyetemi tanár.

## Élete és munkássága

### Ifjúsága
Ridovics László szombathelyi szegény munkáscsaládban született Rudolf Anna és Ridovics István gyermekeként. A hat fiútestvérből csak hárman érték meg a felnőttkort. István fivére különleges zenei tehetség volt, maga készítette hegedűn játszott. A Don-kanyarnál esett el a 2. világháborúban. Feri bátyja hozzá hasonlóan a képzőművészeti pályát választotta, festő lett. Szüleik korai halála miatt nagybátyjuk, Rudolf József és felesége, Rudovics Etel nevelte fel őket saját hat gyermekükkel együtt. Alakját Nagymama című festményén örökítette meg. Iskoláit Szombathelyen végezete, kiváló tanuló volt. A levente zenekarral, ahol klarinéton játszott, lehetősége nyílt arra, hogy nagyobb magyar városokba is eljusson. Az elemi népiskola befejezése után nem volt lehetősége középiskolában továbbtanulni, 14 évesen szobafestő tanonc lett.

### Tanulmányai

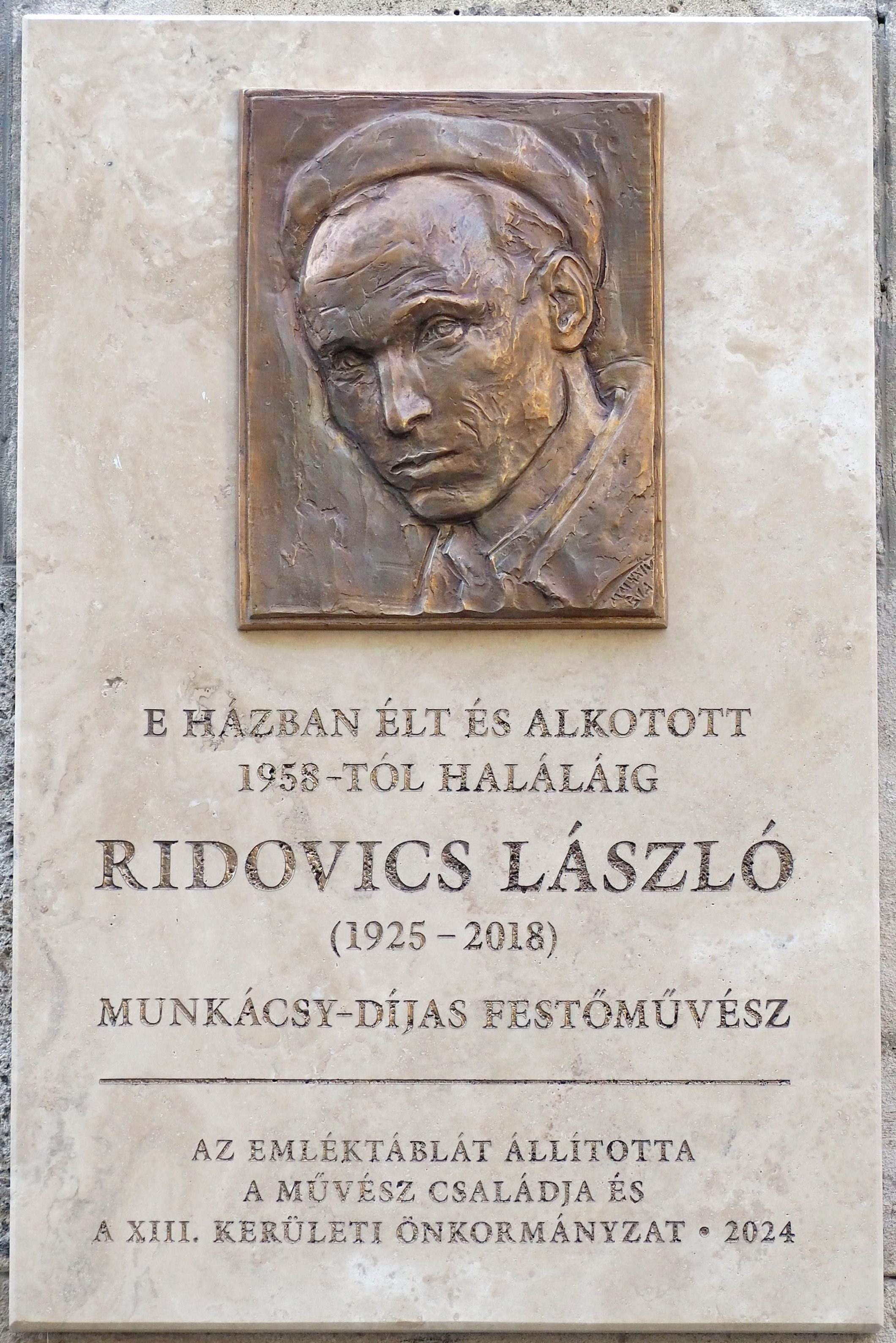
Ridovics László emléktáblája egykori lakhelyén,az angyalföldi „művészház” falán.(Budapest XIII. ker. Máglya köz 2.)

1942-ben érkezett Ferenc bátyja után Budapestre. Beiratkozott Koffán Károly szabadiskolájába, ahová ismert mestereket, előadókat hívtak meg. Szentiványi Lajos tanította a festészetet, Koffán Károly maga a grafikát. Itt ismerkedett meg Mészáros Endrével – aki később Párizsba emigrált, festő lett, építészként dolgozott –, életük végéig szoros barátságot ápoltak. A két tehetséges, szegény fiatal tandíjmentességet kapott és alvóhelyet is a műteremben. Cserébe takarítottak, fűtöttek, modellt kerestek. A háború szörnyűségei közepette a művészcsoport Szentiványi, Koffán, Illés János irányításával emberek bújtatásával, mentésével is foglalkozott. László és Endre gyakran vittek hamis papírokat, svájci és svéd menleveleket a zsidó gettókba vagy élelmiszert a bújtatottaknak. 1944-ben felvételizett a Képzőművészeti Főiskolára, ahová érettségi hiányában rendkívüli hallgatónak vették fel nagy szavazattal. Így maga választhatott mestert, Szőnyi István osztályába iratkozott be. Szálasi hatalomátvétele után azonban besorozták katonának, ahonnan eskütétel előtt megszökött. Szökevényként a Pajor szanatóriumban dolgozott. Majd az oroszok vitték el, de Ceglédnél ismét sikerült megszöknie. A felszabadulás után folytatta tanulmányait. 1946-ban Önarcképével a Főiskolán I. díjat nyert. Az 1946-47-es tanévre Szombathely városától ösztöndíjat kapott. 1948-49-ben szerény állami ösztöndíjban részesült. 1949-ben római ösztöndíjat nyert, de már nem engedték kiutazni. Helyette Leningrádba mehetett, de kilenc hónap után tüdőfertőzés miatt haza kellett térnie. 1951-ben fejezete be főiskolai tanulmányait.

### Életút
1951-1957-ig a Képző- és Iparművészeti Gimnáziumba tanított. Itt találkozott későbbi feleségével, a nála kilenc évvel fiatalabb Ruppert Zsuzsával (1934- 2011), aki grafika szakon tanult. Az ötvenes évek elejétől rendszeresen kiállító művész. Első jelentős nagyobb bemutatkozására bátyjával, Rábai Ridovics Ferenccel és Vígh Tamás szobrásszal közösen rendezett kiállításuk alkalmából került sor 1954-ben Budapesten a Fényes Adolf teremben. 1956-ban Derkovits Ösztöndíjat kapott. 1957-ben rövid időt Párizsban töltött ösztöndíjasként. 1958-ban Párizsban, 1962-ben a Velencei Biennálén, 1973- ban a Szófiai Biennálén szerepelt alkotásaival. 1954 és 1958 között a Nagy Balogh János Alkotóközösség egyik irányítója. 1956-1965 között a Művészeti Alap vezetőségi tagja. 1957- től a Képzőművészeti Alap Tanácsadó testületének a tagja. 1958-1962 között a Fiatal Művészek Stúdiójának vezetőségi tagja, majd elnöke. 1958-tól kezdődően mintegy két évtizeden át minden nyáron egy hónapig a zsennyei művésztelepen alkotott.1964-ben Rómában ösztöndíjas. 1965 és 1983 között a Művészeti Alap Szociális Bizottságának elnöke. 1959-1966 között az Iparművészeti Főiskolán tanított a díszítő festő szakon. 1966-ban nagyszabású önálló kiállítás nyílt munkáiból az Ernst Múzeumban. Ebben az évben jött létre a Kilencek művészcsoport (1966-1971), amelynek egyik alapító tagja. 1967-ben Munkácsy díjat kapott. 1972 óta folyamatosan szerepelt Japánban tárlatokon. Kétszer is járt a szigetországban, amikor egyéni kiállítását különböző városokban mutatták be nagy sikerrel (Tokio, Kurume, Kobe, Osaka, Nagano). 1987-1994 között az Új Realista Alkotói Közösség tagja. 1952-ben kötöttek házasságot Ruppert Zsuzsával, aki az 1960-as évektől kezdett újból festészettel foglalkozni. Két gyermekük született: Péter festő lett, Anna művészettörténész. Közéleti tevékenységét, egész életét elkötelezett szociális érzékenység hatotta át. Pedagógusként könnyen megtalálta a hangot a fiatalokkal, idős korában is mérvadó volt szakmai véleménye az őt tisztelők körében.

### Alkotói pálya
Ridovics László sokféle műfajban alkotott. Ifjú művész korában készített kisplasztikái alapján Ferenczy Béni bíztatta őt, hogy válassza a szobrászi pályát. Egyik utolsó alkotása is egy vetkőző női akt kisbronza. De igazi alkotói terepe a színek világa volt, a festészet. Miközben egész pályája során fontosnak tartotta, művelte az önálló rajzi kultúrát - ceruzával, szénnel, pittkrétával, filctollal egyaránt. Különösen sokra becsülte a „krokizás” gyakorlatát, amikor néhány vonallal kell pillanatok alatt megragadni a lényegi vonásokat, a forma törvényszerűségeit. Indulásánál a szabadiskolában Szentiványi Lajos könnyed, franciás festészeti látásmódja adta számára az első impulzusokat és Koffán Károly grafikai szigora. Szentiványihoz a későbbiekben is egy életen át tartó barátság fűzte. A Főiskolán választott mestere, Szőnyi István művészi, emberi és etikai példaképe volt, akit  haláláig minden évben meglátogatott Zebegényben, amikor a nagymarosi művésztelepen dolgozott. Szőnyi nyomán a hangzatos „szocialista realista” mondandó helyett a témaválasztás egyszerűségét átszövő humánum, a családi képek intim világa és a festészeti megoldás magas művészi minősége jellemzi ezt a korszakot. A festő és családja (később két részre vágott) kompozíció vagy Zsuzsa aktjának finoman részletező, pasztelles derengése egyben Picasso rózsaszín-kék korszakának bensőséges tanulmányozását is jelzi. A 60-as évektől ezt a lírai világot nagyobb, átfogó formákkal dolgozó konstruktívabb megfogalmazás váltotta fel (Velence, Zsennyei Harangláb). Gazdagodott a tematikája. Figurális munkáinál, portréknál, csoportképeknél figyelme gyakran a külvilág, a társadalom színterei, a munka világa felé fordult (Metróépítők 1976). Több monumentális falképi megbízatást is teljesített ezekben az években. Egyre nagyobb szerepet kaptak művészetében a csendéletek és a tájképek. Különösen kedvelte a vasi, zsennyi tájat és a dunaparti településeket. Elvontabb, foltszerű formákat öltenek a motívumok, amelyeket erős kontúrok tagolnak. Ecset helyett már többnyire a virtuóz módon használt festőkéssel, spaklival dolgozott. A mozgalmasan felrakott színek, sötét mély tónusok éles kontrasztot alkotnak a felvillanó fehérrel, sárgával, vörössel. Majd egyre inkább a 70-es, 80-as években az expresszív vonások felerősödése jellemezte munkáit. Koloritja tüzesebbé, árnyaltabbá vált. A drámai feszültség megmaradt, de a belső ragyogással telítődött színek és az oldottabb formakezelés által valósult meg. Munkái mindegyikében, legyen az portré, csendélet, tájkép vagy figurális kompozíció a művész impulzív lelkialkatán keresztülszűrt egyéni hangú, sajátos egységgé rendeződik össze a látott világ művészi átírása, megőrizve, feltárva a tárgyi világ, a táj, a személyiség karakterének lényegi jegyeit. A művész vállalva a hazai művészet hagyományait teremtette meg saját, öntörvényű festői kozmoszát és vált a kortárs természetelvű festészet kiemelkedő alakjává.

## Kiállításai

### Egyéni
- 1954 Budapest Fényes Adolf terem (Rábai Ridovics Ferenccel és Vígh Tamással)
- 1955 Budapest, Nagy Balogh Alkotó Közösség terme (Tar Lászlóval)
- 1966 Budapest, Ernst Múzeum
- 1970 Szombathely, Művelődési Ház
- 1976 Budapest, Csók Galéria
- 1977 Budapest, József Attila Színház
- 1978 Miskolc, Szőnyi István terem
- 1980 Szeged, Gulácsy terem
- 1982 Pécs, Ferenczy terem
- 1983 Budapest, Csontváry Terem (Iván Szilárddal és Konfár Gyulával)
- 1984 San Diego (USA) Faust Galéria
- 1984 Budapest (Iván Szilárddal és Konfár Gyulával)
- 1985 Cegléd, Toldy Ferenc Kórház
- 1988 Budapest, Csontváry Galéria (Ridovics Péterrel)
- 1992 Tokio (Japán) Kyushu, Nagano, Kobe
- 1994 Budapest, Atrium Hyatt Hotel (Ridovics Péterrel)
- 1995 München (Németország) a Deutches Museum meghívottaként (Ridovics Péterrel)
- 1996 Tokio (Japan) Nigata
- 1999 Szombathely, Művelődési Ház (Rábai Ridovics Ferenccel és Ridovics Péterrel)
- 2005 Budapest, Csók Galéria
- 2006 Zebegény, Szőnyi István Múzeum, „Tisztelet a mesternek” sorozat keretében
- 2006 Budapest, Ráday Galéria
- 2009 Budapest, Újpest Galéria
- 2010 Fonyód, Fonyódi Múzeum
- 2010 Budapest, Mácsai István Galéria,
- 2010 Budapest, Angyalföldi József Attila Művelődési Központ (Szurcsik Jánossal)
- 2011 Budapest, Tető Galéria, „Ketten” (R. Ruppert Zsuzsával)
- 2015 Budapest, József Attila Művelődési Ház (R. Ruppet Zsuzsával)
- 2017 Festő Ridovicsok, Budapest, Józsefvárosi Galéria (R. Ruppert Zsuzsa, Rábai Ridovics Ferenc, Ridovics Péter alkotásaival közösen)

### Válogatott, csoportos
- 1954-1955, 1957, 1959, 1960-1961, 1965-1966, 1968, 1970, 1975-1976 Budapest
- 1958 Miskolc, Hódmezővásárhely
- 1958 Párizs (Franciaország)
- 1960 Varsó (Lengyelország)
- 1961 Moszkva (Szovjetunió)
- 1962 Velence (Olaszország), Velencei biennálé
- 1962 Berlin (Németország)
- 1965 Erdőbénye
- 1967 Veszprém, Vegyipari Egyetem aulája, Kilencek kiállítása
- 1967 Szombathely, Savaria Múzeum
- 1968 Budapest, Műcsarnok, Kilencek kiállítása
- 1968 Veszprém, Vegyipari Egyetem aulája, Kilencek kiállítása
- 1973 Tokió, Szófia
- 1966 Budapest, Műcsarnok, Kilencek kiállítása
- 1969 Tokio (Japán) Kilencek kiállítása
- 1969 Moszkva (Szovjetunió) Kilencek kiállítása
- 1969 Szombathely, Savaria Múzeum, Kilencek kiállítása
- 1971 Dabas, Művelődési Ház, Kilencek kiállítása
- 1972 Tokio (Japán) Gekkoso Galéria, Towo Art Center – csoportos kiállítás
- 1973 Bulgária, Szófiai Biennálé
- 1980 Tokio (Japán) Gekkoso Galéria, Isetan Galéria
- 1991 St. Louis (USA) Új Realisták kiállítása
- 2009 Zebegény, Szőnyi István Múzeum, Egy mappa képei 1954-ből

## Művei
- Életképek (1961)
- Önarckép (1965)
- Murália (1966)
- TSZ-megbeszélés (1966)
- Alföld (1976)
- Kőhordók (1976)
- Eszter (1979)
- Szentendre (1996)

## Közgyűjtemények, ahol művei megtalálhatóak
- Magyar Nemzeti Galéria, Budapest
- Damjanich János Múzeum, Szolnok
- Vay Ádám Múzeum, Vaja
- Herman Ottó Múzeum, Miskolc
- Szombathelyi Képtár, Szombathely
- Uroko Múzeum, Kobe (Japán)

## Díjai
- Derkovits Gyula képzőművészeti ösztöndíj (1956-1959)
- Munkácsy Mihály-díj (1967)
- Tájkép pályázat – Fővárosi I. díj (1974 )
- Figurális pályázat – Fővárosi I. díj (1975)